# Ignacio Chávez Sánchez
Ignacio Chávez Sánchez (* 31. Januar 1897 bei Zirándaro/Michoacán; † 12. Juli 1981 in Mexiko-Stadt) war ein mexikanischer Kardiologe und  Rektor der Universidad Nacional Autónoma de México (UNAM).

## Biografie
Chávez besuchte das Colegio de San Nicolás und die Escuela de Medicina de Morelia. Den Titel als chirurgischer Mediziner (Médico-cirujano) bekam er 1920 an der Universidad Nacional de México verliehen, die damals noch nicht autonom war. Von 1920 bis 1921 war er Rektor der Universidad Michoacana de San Nicolás de Hidalgo und lehrte 1920 verschiedene Themen an der Escuela de Medicina de Morelia, ab 1922 an der Escuela Nacional de Medicina in Mexiko-Stadt. Die Facharztausbildung zum Kardiologen absolvierte er im Zeitraum von 1921 bis 1927 in Paris und bildete sich an Kliniken in Berlin, Prag, Wien, Rom und Brüssel fort. Von 1933 bis 1934 war er Leiter der Escuela Nacional de Medicina. 1935 gründete er die Sociedad Mexicana de Cardiología. Von 1936 bis 1939 war er Direktor und ab 1944 Leiter der kardiologischen Abteilung am Hospital General de México. Ein Jahr zuvor war er Gründungsmitglied des Colegio Nacional und 1944 gründete er das nationale Institut für Kardiologie, das er bis 1961 leitete.
Chávez war seit 1946 Präsident der Sociedad Interamericana de Cardiología, war von März 1965 bis April 1966 Rektor der UNAM sowie von 1958 bis 1962 Vizepräsident und danach Ehrenpräsident der Internationalen Gesellschaft für Kardiologie. 1955 war er Mitglied im Beratungskomitee der Weltgesundheitsorganisation (WHO), von 1958 bis 1966 im Beratungskomitee der Organisation Amerikanischer Staaten und war Mitglied in 18 verschiedenen amerikanischen und europäischen Kardiologieverbänden.
Er Ehrendoktorate und -rektorate von 95 Universitäten weltweit. Am 27. September 1980 wurde ihm ein Denkmal im Park vor dem nationalen medizinischen Zentrum errichtet.

## Auszeichnungen
- 1933, 1951 und 1966: Orden der Ehrenlegion, Frankreich
- 1945: „Manuel Ávila Camacho“-Wissenschaftspreis, Mexiko
- 1945: Verdienstmedaille von Mexiko-Stadt für staatsbürgerliche Verdienste
- 1954 „General Morelos“-Medaille, Bundesstaat Michoacán
- 1960 „Eduardo Liceaga“-Goldmedaille
- 1961: Nationaler Wissenschaftspreis, Mexiko
- 1963: Goldmedaille des American College of Physicians, Atlantic City
- 1975: Medalla Belisario Domínguez del Senado de la República, verliehen vom mexikanischen Senat